# Beauregard (Mississipi)
Beauregard és una població dels Estats Units a l'estat de Mississipi. Segons el cens del 2000 tenia 265 habitants.

## Demografia
Segons el cens del 2000, Beauregard tenia 265 habitants, 91 habitatges, i 68 famílies. La densitat de població era de 112,4 habitants per km².
Dels 91 habitatges en un 37,4% hi vivien nens de menys de 18 anys, en un 50,5% hi vivien parelles casades, en un 17,6% dones solteres, i en un 24,2% no eren unitats familiars. En el 23,1% dels habitatges hi vivien persones soles el 4,4% de les quals corresponia a persones de 65 anys o més que vivien soles. El nombre mitjà de persones vivint en cada habitatge era de 2,91 i el nombre mitjà de persones que vivien en cada família era de 3,46.
Per edats la població es repartia de la següent manera: un 31,3% tenia menys de 18 anys, un 10,6% entre 18 i 24, un 28,3% entre 25 i 44, un 19,6% de 45 a 60 i un 10,2% 65 anys o més.
L'edat mediana era de 30 anys. Per cada 100 dones de 18 o més anys hi havia 100 homes.
La renda mediana per habitatge era de 25.750 $ i la renda mediana per família de 34.063 $. Els homes tenien una renda mediana de 32.344 $ mentre que les dones 14.063 $. La renda per capita de la població era d'11.671 $. Entorn del 15,5% de les famílies i el 19,8% de la població estaven per davall del llindar de pobresa.

## Poblacions més properes
El següent diagrama mostra les poblacions més properes.